# Papež Severin
Severin je bil rimski papež Rimskokatoliške cerkve. * okrog 585 Rim (Lacij, Italija, Bizantinsko cesarstvo † 2. avgust 640 Rim (Italija, Bizantinsko cesarstvo). 

## Življenjepis
Rimljani so že takoj po Honorijevi smrti 12. oktobra 638 izvolili za njegovega naslednika Labijenovega (Labienus) sina, Severina. Zaradi potrditve so v Carigrad poslali poslanstvo. Cesar Heraklij pa je za vsako ceno postavil kot pogoj potrditev odloka Ekthezis, ki je zastopal monoteletsko učenje. Cesar je prek ravenskega egzarha poslal vojskovodja Mavricija (Mauritius), da je zasedel Lateransko palačo v Rimu in jo oropal vseh dragocenosti. Papež se kljub ustrahovanju ni vdal; a tudi poslanci, ki jih je poldrugo leto zadrževal v mestu ob Bosporu nasilni cesar, so ostali neomajni; končno je bolnega cesarja prek svojega apokriziarija papež le pregovoril, pa je dal privolitev. Tako je bil končno le posvečen in sicer šele 28. maja 640.

## Smrt
Umrl je dobra dva meseca po začetku papeževanja in sicer 2. avgusta 640 v Rimu. Pokopan je v Baziliki svetega Petra v Vatikanu. 